# Stenodynerus toas
Stenodynerus toas är en stekelart som först beskrevs av Cresson 1868.  Stenodynerus toas ingår i släktet smalgetingar, och familjen Eumenidae. Inga underarter finns listade i Catalogue of Life.